# Eugenio de Ligne
Eugenio de Ligne (Eugène Frederic Marie Lamoral de Ligne) (Breuilpont, Francia, 10 de agosto de 1893 - Château de Belœil, Bélgica, 26 de junio de 1960) fue un noble y diplomático belga que ostentó los títulos de xi príncipe de Ligne, príncipe de Épinoy y de Amblise y la dignidad de grande de España junto con la jefatura de la Casa de Ligne, una de las familias nobles más prestigiosas de Europa.

## Biografía
Luego de estudiar Filosofía y Letras y aprobar sus exámenes en Diplomacia con distinciones. fue enviado a Bucarest, Madrid, París, Londres y Washington D. C.
Luego de la muerte de su padre en 1937, Eugenio se convirtió en el XI Príncipe de Ligne.
Durante la invasión a Bélgica por Alemania en 1940, Eugenio se unió al grupo motorizado de vanguardia. Luego cuando Bélgica se desmovilizó, él y su esposa trabajaron se retiraron a trabajar al Castillo de Belœil, en el campo, y a ayudar a los niños judíos.
Después de la Segunda Guerra Mundial, fue nombrado embajador de Bélgica en la India (1947-1951) y en España (1951-1958).

## Matrimonio e hijos
Eugenio contrajo matrimonio el 28 de febrero de 1917 con Felipa de Noailles, hija de Francisco de Noailles, Príncipe de Poix y de Magdalena Dubois de Courval.
Fruto de este matrimonio nacieron cuatro hijos:
- Balduino, XII príncipe de Ligne (1918 - 1985). Contrajo matrimonio con la condesa Monica de Bousies; sin descendencia.

- Princesa Isabel (1921 - 2000). Contrajo matrimonio con el Marqués de Villalobar y de Guimarey (hijo del heroico diplomático Rodrigo de Saavedra): Carlos de Saavedra y Ozores. Tuvieron tres hijos y una hija.

- Princesa Yolanda (n. 6 de mayo de 1923-2023). Esposa del archiduque Carlos Luis de Austria, quinto hijo, pero cuarto varón, del emperador Carlos I de Austria, último Emperador de Austria y Rey de Hungría, y de su esposa la princesa Zita de Borbón-Parma; con descendencia (tres hijos y dos hijas).

- Antonio, XIII príncipe de Ligne (1925 - 2005). Contrajo matrimonio con la princesa Alicia de Luxemburgo, hija menor del príncipe Félix de Borbón-Parma y de su esposa, la gran duquesa Carlota de Luxemburgo; con descendencia (tres hijos y cuatro hijas).

## Árbol genealógico
|  |                                                 |  |  |  |  |  |  |  |  |  |  |  |  |  |  |  |
|  | 8. Eugenio Francisco, VIII Príncipe de Ligne    |  |  |  |  |  |  |  |  |  |  |  |  |  |  |  |
|  |                                                 |  |  |  |  |  |  |  |  |  |  |  |  |  |  |  |
|  |                                                 |  |  |  |  |  |  |  |  |  |  |  |  |  |  |  |
|  | 4. Enrique de Ligne                             |  |  |  |  |  |  |  |  |  |  |  |  |  |  |  |
|  |                                                 |  |  |  |  |  |  |  |  |  |  |  |  |  |  |  |
|  |                                                 |  |  |  |  |  |  |  |  |  |  |  |  |  |  |  |
|  | 9. Amelia de Conflans                           |  |  |  |  |  |  |  |  |  |  |  |  |  |  |  |
|  |                                                 |  |  |  |  |  |  |  |  |  |  |  |  |  |  |  |
|  |                                                 |  |  |  |  |  |  |  |  |  |  |  |  |  |  |  |
|  | 2. Ernesto, X Príncipe de Ligne                 |  |  |  |  |  |  |  |  |  |  |  |  |  |  |  |
|  |                                                 |  |  |  |  |  |  |  |  |  |  |  |  |  |  |  |
|  |                                                 |  |  |  |  |  |  |  |  |  |  |  |  |  |  |  |
|  | 10. Ernesto Talleyrand, Conde de Périgord       |  |  |  |  |  |  |  |  |  |  |  |  |  |  |  |
|  |                                                 |  |  |  |  |  |  |  |  |  |  |  |  |  |  |  |
|  |                                                 |  |  |  |  |  |  |  |  |  |  |  |  |  |  |  |
|  | 5. Margarita de Talleyrand-Périgord             |  |  |  |  |  |  |  |  |  |  |  |  |  |  |  |
|  |                                                 |  |  |  |  |  |  |  |  |  |  |  |  |  |  |  |
|  |                                                 |  |  |  |  |  |  |  |  |  |  |  |  |  |  |  |
|  | 11. María Luisa Lepelletier de Morfontaine      |  |  |  |  |  |  |  |  |  |  |  |  |  |  |  |
|  |                                                 |  |  |  |  |  |  |  |  |  |  |  |  |  |  |  |
|  |                                                 |  |  |  |  |  |  |  |  |  |  |  |  |  |  |  |
|  | 1. Eugenio, XI Príncipe de Ligne                |  |  |  |  |  |  |  |  |  |  |  |  |  |  |  |
|  |                                                 |  |  |  |  |  |  |  |  |  |  |  |  |  |  |  |
|  |                                                 |  |  |  |  |  |  |  |  |  |  |  |  |  |  |  |
|  | 12. Timoteo de Cossé, Duque de Brissac          |  |  |  |  |  |  |  |  |  |  |  |  |  |  |  |
|  |                                                 |  |  |  |  |  |  |  |  |  |  |  |  |  |  |  |
|  |                                                 |  |  |  |  |  |  |  |  |  |  |  |  |  |  |  |
|  | 6. Gabriel Rolando de Cossé, Marqués de Brissac |  |  |  |  |  |  |  |  |  |  |  |  |  |  |  |
|  |                                                 |  |  |  |  |  |  |  |  |  |  |  |  |  |  |  |
|  |                                                 |  |  |  |  |  |  |  |  |  |  |  |  |  |  |  |
|  | 13. Margarita Le Lievre de La Grange            |  |  |  |  |  |  |  |  |  |  |  |  |  |  |  |
|  |                                                 |  |  |  |  |  |  |  |  |  |  |  |  |  |  |  |
|  |                                                 |  |  |  |  |  |  |  |  |  |  |  |  |  |  |  |
|  | 3. Diana de Cossé-Brisac                        |  |  |  |  |  |  |  |  |  |  |  |  |  |  |  |
|  |                                                 |  |  |  |  |  |  |  |  |  |  |  |  |  |  |  |
|  |                                                 |  |  |  |  |  |  |  |  |  |  |  |  |  |  |  |
|  | 14. Andrés Say                                  |  |  |  |  |  |  |  |  |  |  |  |  |  |  |  |
|  |                                                 |  |  |  |  |  |  |  |  |  |  |  |  |  |  |  |
|  |                                                 |  |  |  |  |  |  |  |  |  |  |  |  |  |  |  |
|  | 7. Juana Eugenia Say                            |  |  |  |  |  |  |  |  |  |  |  |  |  |  |  |
|  |                                                 |  |  |  |  |  |  |  |  |  |  |  |  |  |  |  |
|  |                                                 |  |  |  |  |  |  |  |  |  |  |  |  |  |  |  |
|  | 15. Juana María Wey                             |  |  |  |  |  |  |  |  |  |  |  |  |  |  |  |
|  |                                                 |  |  |  |  |  |  |  |  |  |  |  |  |  |  |  |
|  |                                                 |  |  |  |  |  |  |  |  |  |  |  |  |  |  |  |